# Hystriomyia paradoxa
Hystriomyia paradoxa là một loài ruồi trong họ Tachinidae.